# David Nordemann
David Nordemann (né le 19 juin 1997 à Nimègue) est un coureur cycliste néerlandais, spécialiste du VTT.
À l'été 2020, il subit une intervention chirurgicale, en raison d'une endofibrose iliaque à la jambe droite.

## Palmarès en VTT

### Championnats du monde
- Nové Město 2016
  - 9e du relais par équipes
- Lenzerheide 2018
  -  Médaillé de bronze du cross-country espoirs
  - 9e du relais par équipes
- Mont Sainte-Anne 2019
  - 10e du relais par équipes

### Coupe du monde de VTT
- Coupe du monde de cross-country espoirs[2]
  - 2017 : 24e du classement général
  - 2018 : 13e du classement général

- Coupe du monde de cross-country élites
  - 2021 : 43e du classement général

### Championnats d'Europe
- Glasgow 2018
  - 6e du cross-country espoirs
- Brno 2019
  - 7e du relais par équipes
  - 9e du cross-country espoirs

### Championnats nationaux
- 2018
  -  Champion des Pays-Bas de cross-country espoirs
- 2019
  - 2e du cross-country
- 2022
  -  Champion des Pays-Bas de cross-country